# 姜岩自杀事件
姜岩自杀事件是一宗發生在中國的自殺事件，女主角姜岩（1976年6月20日－2007年12月29日）由于丈夫王菲的外遇而自杀身亡。2008年1月初，与事件相关的网络文章——《从24楼跳下自杀的MM最后的BLOG日记》在中文网络论坛开始流传，事件在中国社会引发了关于婚外情的讨论和道德争议。
王菲在妻子姜岩死后起诉的，三件关于侵犯名誉的民事案件，又被称网络暴力第一案或人肉搜索第一案。

## 涉事人物
- 姜岩（1976.06.20～2007.12.29)，女，北京人，曾就读于外交学院法语专业，之後於某外資企業就職。自杀亡故时年31岁。
- 王菲(1980～），男，成人自考大专学历，姜岩丈夫。
- 东方恩纳（1985～），女，王菲的婚外情对象，亦是王菲的同事。

## 生平与婚姻
姜岩於1998年毕业於外交学院外语系法语专业，毕业後曾去非洲工作两年，后曾去深圳，不久返回北京，进入著名的雪铁龙公司工作。2002年，姜岩与初中学历、生于1980年的王菲通过互联网相识相恋。二人租房同居，期间姜岩承担主要房租、家用并给予王菲生活上很多补贴。后王父出学费供王菲读自费的成人大专。姜岩承担了王菲读书期间的生活费用，包括和同学吃喝的费用及上学放学的打车费。 
在这段时间，王菲以本人名义购期房一套，即远洋天地68号楼2406室。二人于2004年初入住。同时，王菲大专毕业，进入奥美广告工作。由于工作表现突出而不断升职加薪，但因为生活奢侈，主要家用仍由姜岩承担。
2006年初，经过五年恋爱，姜岩提出结婚，王菲不同意，其家人也因为姜岩年龄较王菲大四岁而反对。之後姜岩提出分手，王菲家妥协，同意二人结婚。但没举行仪式和酒席。2月22日，两人登记结婚。
据王家声称，婚後，王家与姜岩关系冷淡，双方很少直接联系，这可能导致了后来王家一边倒地站在第三者一边要求姜岩和王菲离婚。

## 婚外恋事件
2007年中，王菲因工作忙而经常夜不归宿，引起夫妻间的一些矛盾。后王菲自称因工作压力大而生病，但没有任何生理症状。王菲生病期间，姜岩曾悉心照料。但王菲白天睡觉，晚上折腾姜岩，并不分时间场合要求姜岩陪伴他，使得工作压力也很大的姜岩渐渐感到吃力，亦指责王菲装病。导致二人矛盾加深。   
与此同时，王菲跳槽到盛世长城广告公司，与公司23岁的女同事东方恩纳相识。五六月间，二人关系渐渐暧昧，并发生了性关系。  
2007年十一假期，王菲公司组织去意大利旅游。为旅游玩乐之需，王菲问姜岩索要了她赴法国开年会用的欧元积蓄。在罗马，王菲与东方双宿双飞，并拍下了亲密照片。

## 走向自杀
2007年10月21日，姜岩无意中发现王菲与东方的亲密合影，质问王菲。王菲不得不承认和东方的婚外恋，但隐瞒已经发生性关系的事实。双方激烈爭吵。次日，姜岩在博客中用隐讳的语言表示要自杀，但未引起朋友注意。这篇博客被视为死亡博客的第一篇。姜岩博客名为“北飞的候鸟”。
10月26日，姜岩正式锁定博客，使得他人无法浏览。同时写下日志，表达了两个月后自杀的决心。但对王菲仍抱有一线希望，不愿离婚。不久，王菲谎称已与东方分手，以换取姜岩同意离婚，但被姜岩识破。
11月11日，王菲趁姜岩不在家，偷偷搬走，并带走夫妻联名的存折等贵重物品。此后王菲一直住在父母家中。东方恩納也搬来与王菲同住，得到了一直想摆脱姜岩的王菲父母的喜爱。王菲母称之为“可爱的小天使”。此后王菲一直设法避免和姜岩联系，姜岩数次短信，电话联系，都遭冷遇，后姜岩到王菲公司找王菲面谈，仍然没有结果。后王家也不断给姜岩施加压力，要求她“顾全大局”，和王菲离婚。种种挫折，导致姜岩的希望全部破灭，悲观厌世，自杀的决心牢不可破。但与此同时，姜岩为了自尊，仍隐瞒父母、姐姐、朋友、同事，导致大多数人未能及时发现她的问题。她在日志中详细记载了自己的心路历程。

## 两次自杀及死亡
2007年12月26日，姜岩给博客解封。并贴上王菲和东方恩納在罗马的亲密照片。将自己两个月来的经历坦诚托出。12月27日，姜岩服下三百片“舒乐安定”后自杀，因对医学常识缺乏了解，药效远未达到致死剂量。同时，姜岩的姐姐因为一直没找着姜岩而着急，联系王菲，终于及时赶到远洋天地的家中。姜被唤醒后，因药效副作用脾气暴躁，歇斯底里，与王菲发生激烈口角。王菲当面承认已经与东方恩納有性关系，进一步刺激了姜岩。经历了一天的哭闹，王菲离去。由于药效发作和精神极度疲惫，姜岩从12月28日中午睡到晚上，12月29日又昏睡了一整天。在父亲和姐姐的劝慰下，姜岩同意以后不再自杀，并烧了王菲的衣物。
12月29日下午5点半，姜岩醒来，本已经逐渐平静。但收着王父的短信后，其情绪再次激动，冲到位于光华长安大厦的王菲公司，与其理论。二人发生肢体冲突，王菲被推倒。此时，王菲仍和东方恩納通短信，姜岩狂怒之中夺下其手机。后王菲逃窜。王菲家人及东方恩納不知道其手机在姜岩手上，一再给该手机打电话，在与姜岩通话过程中争吵愈加激烈，问题的焦点转移到王菲父亲纵容儿子上。
12月29日晚上10点左右，姜岩与王父通电话，王父不断以尖刻言辞刺激姜岩，致使已经放弃轻生念头的姜岩再度失去理智。在姜岩姐姐上厕所期间，姜岩挂断电话，从24楼上跳下自杀，当场死亡。

## 事发后

### 姜岩的后事
姜岩死后，王菲一直称病不敢露面。而事情在网上被披露后，很快成为2008年初中国互联网上最热门的事件之一。天涯社区、大旗网等网络社区，以及全国各地的地方社区门户都在讨论这个事件。大旗网亦对事件展开调查。大旗网在1月14日制作了《从24楼跳下自杀的MM最后的BLOG日记》专题网页，使用了当事人真实姓名、照片等。
1月10日，天涯社区刊出《大家好，我是姜岩的姐姐》一帖。姜岩姐姐的公开信在一周内，点击即超过五十万次。而姜岩的博客上也很快突破了五千条留言。百度“姜岩”贴吧、新浪网站等地亦皆有上万条留言。除网络流传外，数日内，包括《新京报》、《京华时报》、凤凰卫视、中央电视台等十余家有影响的媒体陆续对此事进行了报道，引起了公众强烈的反响。
在高涨的舆论压力下，1月11日，王菲和东方恩納被奥美广告停职。1月14日，一位自称是王菲同事的网友在天涯论坛发帖，描述姜岩自杀后王菲“正常上班，很开心的样子。每天工作、和东方[东方恩納]一起吃午饭、在公司打游戏”。此则帖文真实性无人考证，但进一步刺激网络舆论。奥美广告后责令两人辞职，两人因此销声匿迹。网友目击络流传，二人在上海购物、逛街的说法，被王菲否认。 
由于姜岩属于非正常死亡，公安部门需要丈夫的签字，而王菲躲着不肯露面，导致姜岩的尸体迟迟未能入土。这也成为姜王两家争执的焦点。1月11日，张乐奕以姜岩博客的名字申请了一个域名，开通“北飞的候鸟”网站。
1月19日，王菲作为乙方与姜岩父母作为甲方签订关于姜岩后事处理的《协议书》。该协议第三部分第1条内容为“对于婚后乙方的不忠行为及以后发生的不幸事件，乙方向甲方表示诚挚的歉意”。
1月20日，姜、王两家通过代理人达成一致，双方在姜岩墓地选择、赔偿等方面已无异议。因签订保密协议，双方均未对外透露赔偿数额。1月22日，姜岩的姐姐发表“祝愿每一个家庭和美”的公开信，声称已经与王家达成协议，姜岩将于日内下葬。但对方要求保密。而据知情者爆称，达成的协议对姜家仍然不公平，姜家接受是为了使姜岩尽快下葬。这进一步激起了讨论的热潮。25日，姜岩在亲人及一些生前朋友的送行下，北京盛唐法医学司法鉴定中心朝阳分部举行遗体告别仪式，正式葬于北京香山的金山陵园七号护栏，一排四号。 至此，姜岩事件暂时告一段落。

### 王菲的起诉
在事发的一段时间内，一些激愤的网友，在网上张贴出了“人肉搜索”得到的王家及东方的个人信息，包括电话住址等。不断有人打电话给相关人等，由于网络信息真伪参半，也不免骚扰旁人。另一些网友到王家抗议，并在门口用油漆写上“杀人偿命”、“无良王家，逼死贤妻”等字样。这些举动也引起了一些关于隐私权和网络暴力问题的争议。
2008年3月15日，天涯社区将《大家好，我是姜岩的姐姐》一文及相关回复帖子删除。3月28日（或说3月18日），王菲委托律师，以“北飞的候鸟”、大旗网、天涯社区3家网站发表、刊载对他及家人进行“侮辱诽谤”的文章为由进行起诉，并索要精神损害赔偿13.5万元。案件号分别为[2008]朝民初字第10930号、[2008] 朝民初字第29276号、[2008] 朝民初字第29277号。4月17日，案件在北京市朝阳区法院亚运村法庭开庭审理。根据相关报道，17日上午的庭审中，双方“几乎全部围绕着是否因为王菲有‘第三者’才导致姜岩自杀而展开”。
2008年12月，北京市朝阳区人民法院进行一审宣判，法院认为张乐奕在披露王菲婚姻不忠行为的同时，披露王菲的姓名、工作单位名称、家庭住址等个人信息，亦构成了对王菲隐私权的侵害。认定张乐奕以披露王菲隐私的方式造成了对王菲名誉权的侵害。“北飞的候鸟”网站登载的《静静的》一文行为不构成对王菲的侮辱。 法院判决：被告张乐奕停止对原告王菲的侵害行为，删除刊登在“北飞的候鸟”网站上的《哀莫大于心死》、《静静的》、《心上的月光》三篇文章及原告王菲与案外人东某的合影照片；在“北飞的候鸟”网站首页上刊登向原告王菲的道歉函；赔偿原告王菲精神损害抚慰金五千元、公证费用六百八十四元。北京凌云互动信息技术有限公司停止对王菲的侵害行为，删除大旗网《从24楼跳下自杀的MM最后的BLOG日记》专题网页；在大旗网首页对王菲刊登道歉函；赔偿王菲精神抚慰金三千元、公证费用六百八十三元。王菲基于天涯社区侵权提出的停止侵害、赔礼道歉、赔偿工资损失、公证费及精神抚慰金等请求没有被法院支持。宣判后，张乐奕代理人当庭提起上诉。
2009年12月23日，北京市第二中级人民法院进行终审宣判，判决最终确认张乐奕侵害王菲名誉权的事实成立，判令张乐奕删除“北飞的候鸟”网站上的侵权文章、在“北飞的候鸟”网站上对王菲赔礼道歉并王菲赔偿精神损害抚慰金及公证费共计5684元。

## 资料来源
1. 1 2 3 4 5 6  特约撰稿：丁一鹤. . 新浪网，来源：民主与法制时报. 2008-05-05  [2021-04-19]. （原始内容存档于2021-04-19） （简体中文）.
2. 1 2 3 4 5 6 7 8 9 10  石岩. . 责任编辑：陈思. 中国法院网. 2008-12-18  [2021-04-19]. （原始内容存档于2021-04-19） （简体中文）.
3. 1 2  . 责任编辑：杨俊杰. 中国法院网. 2009-12-24  [2021-04-19]. （原始内容存档于2021-04-19） （简体中文）.
4. 1 2 3 4 5  特约撰稿：丁一鹤. . 新浪网，来源：民主与法制时报. 2008-05-05  [2021-04-19]. （原始内容存档于2021-04-19） （简体中文）.
5. ↑  .   [2008-01-13]. （原始内容存档于2008-07-04）.
6. ↑  .   [2008-01-24]. （原始内容存档于2008-02-01）.
7. 1 2  特约撰稿：丁一鹤. . 新浪网，来源：民主与法制时报. 2008-05-05  [2021-04-19]. （原始内容存档于2021-04-19） （简体中文）.